# Cryptosara caritalis
Cryptosara caritalis är en fjärilsart som beskrevs av Walker 1859. Cryptosara caritalis ingår i släktet Cryptosara och familjen Crambidae. Inga underarter finns listade i Catalogue of Life.